# Cyperus pseudopilosus
Cyperus pseudopilosus là loài thực vật có hoa trong họ Cói. Loài này được (C.B.Clarke) Govaerts mô tả khoa học đầu tiên năm 2007.